# Manuel Rui

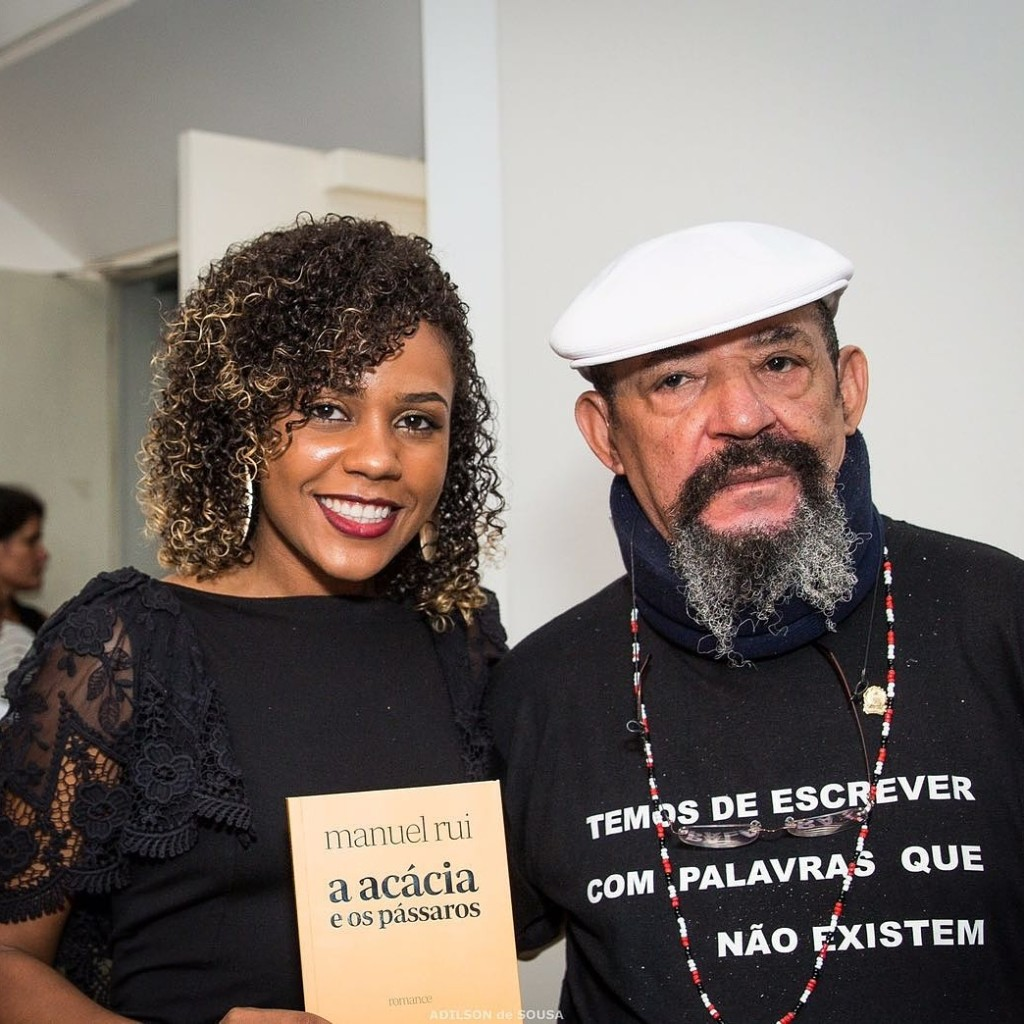
La cantant Lípsia i Manuel Rui.

Manuel Rui Alves Monteiro (Huambo, 4 de novembre de 1941 -), més conegut per Manuel Rui, és un escriptor angolès, autor de poesia, contes, narracions i obres de teatre. Molts dels seus treballs contenen ironia, comèdia i humor sobre l'esdevingut després de la independència d'Angola. Ha estat descrit com "el cronista per excel·lència de la postindependència Angola" a través de la ficció que ofereix "retrats sutils, complexos, puntuals i sovint humorístics d'Angola des dels primers anys de l'eufòria del MPLA, en què va exercir un paper polític".

## Biografia
Manuel Rui va néixer en 1941 a Huambo (aleshores Nova Lisboa). Va rebre la seva educació primària i secundària a Huambo. Va estudiar a la Universitat de Coïmbra, a Portugal, i va obtenir el títol de llicenciat en 1969. Com a estudiant, Rui va participar en esdeveniments literaris i polítics i va ser empresonat durant dos mesos a Portugal. Va exercir d'advocat a Coïmbra durant la lluita nacionalista per la independència a Angola. Va estar al consell editorial de  Vértice , revista del Centre d'Estudis Literaris de Coimbra, on va publicar les seves primeres obres de prosa a principis dels anys setanta. A més, va formar part del consell d'Editora Centelha i va treballar al Centro de Estudos Literários da Associação Académica de Coimbra.
Després del cop militar portuguès del 25 d'abril de 1974, Rui va tornar a Angola per servir com a Ministre d'Informació del MPLA en el govern de transició establert pel tractat d'Alvor. Després fou nomenat el primer representant d'Angola a l'Organització de la Unitat Africana i a les Nacions Unides. També va dirigir el Departament d'Orientació Revolucionària i el Departament d'Afers Exteriors del MPLA. Va escriure la lletra del primer himne nacional d'Angola, "Angola Avante!", versió angolesa de "La Internacional".
El llibre de Rui de 1982, Quem Me Dera Ser Onda ha estat descrit com "un clàssic de la literatura d'Angola (i e l'Àfrica lusòfona)". El treball aborda satíricament els problemes socials de l'època i ha estat traduït a diversos idiomes. Freqüentment va escriure per a diaris i revistes angoleses i ha publicat alguns llibres infantils. Rui ha impartit classes a la Universitat de Huambo i és un dels principals novel·listes angolesos. Fou membre fundador de laa União dos Artistas e Compositores Angolanos, de la União dos Escritores Angolanos i de la Sociedade de Autores Angolanos.

## Obres

### Teatre
- O Espantalho (1973)
- Meninos de Huambo (1985)

### Poesia
- A Onda (1973)
- Cinco Vezes Cinco (1986)

### Prosa
- Regresso Adiado (narracions 1973)
- Sim, Camarada! (narracions, 1977)
- Quem Me Dera Ser Onda (novel·la, 1982)
- A Crónica de um Mujimbo (novel·la, 1989)
- O Manequim e o Piano (novel·la, 2005)
- Quitandeiras & aviões (narracions, 2013)[8]